# اورسلا مون
اورسلا مون (انگلیسی: Ursela Monn؛ زادهٔ ۲ دسامبر ۱۹۵۰) بازیگر، بازیگر تئاتر، بازیگر تلویزیون، بازیگر سینما، و صداپیشه اهل سوئیس است.